# Мауро Несполі
Мауро Несполі  (італ. Mauro Nespoli; нар. 22 листопада 1987) — італійський лучник, олімпійський медаліст.

## Виступи на Олімпіадах
| Олімпіада           | Дисципліна             | Місце |
| ------------------- | ---------------------- | ----- |
| Пекін 2008          | індивідуальна першість | =58   |
| Пекін 2008          | командна першість      | 2     |
| Лондон 2012         | індивідуальна першість | =33   |
| Лондон 2012         | командна першість      | 1     |
| Ріо-де-Жанейро 2016 | індивідуальна першість | 6     |
| Ріо-де-Жанейро 2016 | командна першість      | 8     |
| Токіо 2020          | індивідуальна першість | 2     |
| Токіо 2020          | змішана команда        | 9     |
| Париж 2024          | індивідуальна першість | 5     |
| Париж 2024          | командна першість      | 5     |
| Париж 2024          | змішана команда        | 5     |

## Зовнішні посилання
- Мауро Несполі на сайті World Archery (англійська)
- Мауро Несполі на сайті Olympics.com (англійська)
- Мауро Несполі на сайті Olympedia (англійська)
- Мауро Несполі на сайті Italian Olympic Committee (італійська)